# Пиняни
Пиня́ни — село в Україні, у Самбірському районі Львівської області. Населення становить 784 осіб. Орган місцевого самоврядування — Новокалинівської міської ради.

## Історія с. Пиняни
У 1940 роках служив у парафії отець Семен Їжик.
Напередодні Зелених Свят, 11 червня 1944 року був здійснений напад поляками на 9 сіл, одне з яких Пиняни. Людей мордували з особливою жорстокістю та вбивали.
У 1969-го підпільні греко-католицькі священики регулярно проводили служби в недіючій церкві.

## Святкування століття храму
17 листопада 2013 р. у с. Пиняни Самбірського району відбулись святкування з нагоди 100-літнього ювілею місцевого храму св. безсрібників Козьми і Дем'яна. Громада храму готувалась духовно до цієї святкової події упродовж тижня. У храмі перебували мощі св. Косьми і Дем'яна та виголошувались під час богослужінь реколекційні науки, які проводив о. Тарас Рисей. Вірні чисельно приступали до святих тайн сповіді та Пресвятої Євхаристії.

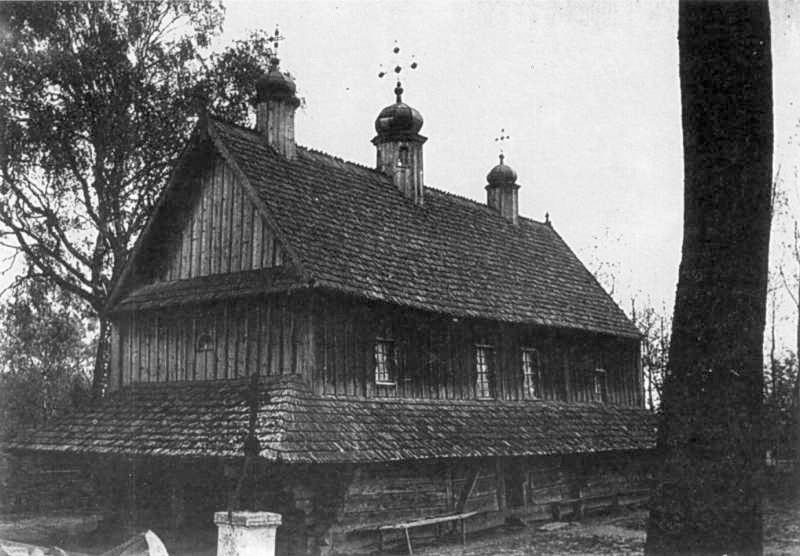
Церква св. Кузьми і Дем'яна. Розібрана у 1910-х pp. Світлина 1912 р. зі збірки Національного музею у Львові № 1079.

Завершились святкування торжественною Божественною Літургією, яку відслужив владика Ярослав (Приріз), єпископ Самбірсько-Дрогобицький, у співслужінні священиків Дублянського, Самбірського та Рудківського деканатів. Молитовний співом богослужіння супроводжував монаший хор «Благовіст» монастиря отців-студитів зі Львова.
«Слово Боже посіяне як зерно у добрий ґрунт нашого розуму і серця родить сторицею», — наголосив єпископ під час проповіді, коментуючи притчу про сіяча. За словами архиєрея, щоб Боже Слово мало успіх в житті людини, вона повинна уважно його слухати. Владика Ярослав додав: «Щоб чути слово Боже, треба мати внутрішнє вухо, яке налаштоване на Його голос».
З уважного слухання Божих слів народжується глибока віра. Відтак почуте Слово Боже спонукає людину до дій, які змінюють життя людини відповідно до Божого задуму. Владика Ярослав пригадав вірним, що Боже Слово записане у Святому Письмі для кожного християнина.
Після завершення богослужіння владика Ярослав привітав вірних з ювілеєм храму: «Сьогодні, коли святкуємо 100 річчя храму у вашому селі, хочу наголосити на тому, що він був і залишається духовною святинею, місцем Божої присутності, домом молитви, школою духовної і національної свідомості. Немає більшої виховної сили, ніж сила Церкви в якій діє сила Божа». На думку єпископа, Божа благодать виховує народ, прищеплюючи кожній християнській душі ті чесноти, які роблять з людини доброго і мудрого християнина та свідомого громадянина своєї землі.
Відтак єпископ подякував о. Івану Куцику (адміністратору парафії) за довголітнє душпастирське служіння на парафії у с. Пиняни. Опісля церковній громаді було вручено привітальну грамоту єпархіального єпископа з нагоди 100-літнього ювілею храму.
Храм св. безсрібників Козьми і Дем'яна у с. Пиняни був збудований у 1913 році за душпастирського служіння о. Володимира Петрика. Тоді чин освячення з благословення владики Костянтина (Чеховича), Перемишльського єпископа, здійснив о. Франц Рабій (декан Самбірський). У 1956 році радянська влада закрила храм. Однак у 1969 році в с. Пиняни стався неординарний прецедент, про який згодом написали закордонні ЗМІ. На свято Пасхи у храмі греко-католицькі священики за чисельної участі вірних відкрито відслужили святкові богослужіння.

## Населення

### Мова
Розподіл населення за рідною мовою за даними перепису 2001 року:
| Мова       | Кількість | Відсоток |
| ---------- | --------- | -------- |
| українська | 775       | 98.85 %  |
| вірменська | 8         | 1.02 %   |
| російська  | 1         | 0.13 %   |
| Усього     | 784       | 100 %    |

## Знані земляки
- Зозуляк Катерина Григорівна — українська письменниця.